# Alim Selimov
Alim Selimov (* 26. ledna 1983 Kasumkent, Sovětský svaz) je bývalý ruský–dagestánský zápasník klasik lezginské národnosti, který celou svojí sportovní kariéru reprezentoval Bělorusko.

## Sportovní kariéra
Zápasení se věnuje od útlého dětství. V osmi letech začínal se zápasením ve volném stylu. V 17 letech využil nabídky dagestánského trenéra Malika Eskendarova působícího v běloruském Mazyru a přesunul se do Běloruska. Z volnostylaře se postupně přeorientoval na klasika. V běloruské seniorské reprezentaci klasiků se poprvé objevil v roce 2004 ve střední váze do 84 kg. V roce 2005 vybojoval titul mistra světa. V roce 2008 ho zdravotní problémy s kolenem a zároveň kázeňské vyřadily na dva roky z běloruské reprezentace. V roce 2011 se druhým titulem mistra světa kvalifikoval na olympijské hry v Londýně, kde nepřešel přes úvodní kolo.

## Výsledky
| Turnaj             | 2005         | 2006         | 2007         | 2008         | 2009         | 2010         | 2011         | 2012         |
| Turnaj             | 22           | 23           | 24           | 25           | 26           | 27           | 28           | 29           |
| Turnaj             | střední váha | střední váha | střední váha | střední váha | střední váha | střední váha | střední váha | střední váha |
| ------------------ | ------------ | ------------ | ------------ | ------------ | ------------ | ------------ | ------------ | ------------ |
| Olympijské hry     |              |              |              | —            |              |              |              | úč.          |
| Mistrovství světa  | 1.           | —            | úč.          |              | —            | —            | 1.           |              |
| Mistrovství Evropy | úč.          | —            | —            | —            | —            | úč.          | —            |              |